# 食野亮太郎
食野亮太郎（日语： Ryotaro Meshino，1998年6月18日—），日本足球運動員，司職前鋒，現效力日職球隊大阪飛腳。

## 俱樂部生涯
食野亮太郎1998年出生于大阪府，出自于大阪飞脚青训。在青年队时期食野亮太郎出任中场，凭借着自己出色的表现，2017赛季正式升入一线队。不过在更多的时候食野亮太郎都是代表大阪飞脚U-23参加日丙联赛，直到2018年4月8日，大阪飞脚与神户胜利船的日职联赛比赛中，他才迎来了一线队首秀。
食野亮太郎被球队下放到了梯队去踢日丙联赛。在2019年的丙级联赛中，他登场8次出场720分钟即贡献了8球2助攻的数据。
本赛季食野亮太郎被改造为前锋，这名身高仅有170的他发挥了他盘带灵活的优势，在日丙联赛前8轮比赛中攻入8球，这样出色的发挥也让他再次被一线队征召。日职联赛第11轮大阪飞脚与鸟栖砂岩比赛，食野亮太郎在中场中路拿球后，连续盘带摆脱，在五名防守球员的防守下他将球攻入球门，完成了他个人顶级联赛首球。食野亮太郎在之后与鹿岛鹿角和湘南比马的比赛中再次取得进球。
2年时间，在34次一队登场中打进了6个进球。这34场比赛，他有18场比赛的出场时间不超过30分钟。
2019年8月8日，食野亮太郎以100万欧元的价格加盟了英超曼城。在当月月底被租借到了苏超俱乐部哈茨。在苏格兰联赛，食野亮太郎开始了自己的租借生涯。
2019年8月31日，在联赛第四轮对阵汉密尔顿的比赛中，食野亮太郎即上演了自己的苏超首秀。半个月后，哈茨主场2比3不敌马瑟韦尔。食野亮太郎在比赛第56分钟替补队友史蒂文·麦克林登场。在第86分钟他在禁区边缘接到队友分球后，面对三名球员的防守，打出了一记低平球。除了这个进球外，食野亮太郎还在61分钟送上了一次助攻。联赛第21轮，他在对阿伯丁的比赛中再度进球。
食野亮太郎在21次联赛和杯赛的1106分钟登场中打进了3球另有1次助攻。
苏超球队哈茨官方宣布，租借自曼城的日本前锋食野亮太郎正式离开球队。
在结束了苏超租借经历后，食野亮太郎来到了葡超球队里奥阿维。将以租借形式加盟球队两年，在合同里，葡超球队还有可买断条款。和球队签订了一份2年合同，他的加盟方式是租借，可以选择买断食野亮太郎。
葡超开战首轮比赛阿维河客场挑战通德拉。从曼城租借而来的食野亮太郎第86分钟替补登场，并在第92分钟打入1球帮助球队1:1绝平对手。
2021年8月3日，葡超埃斯托里尔在其官方推特上宣布，日本边锋食野亮太郎租借加盟本队。
2022年7月8日，日职联赛球队大阪飞脚官方宣布，曼城前锋食野亮太郎加盟球队，时隔三年重返老东家效力。

## 國家隊生涯
俱乐部的出色表现让他得以入选在2020年1月的U23亚洲杯日本国青队的大名单。他在三次登场中贡献一进球一助攻。

## 外部連結
- 日本職業足球聯賽中的食野亮太郎 （日語）